# Krew naszej rasy
Krew naszej rasy – album polskiego zespołu RAC Konkwista 88, wydany w 1992 roku. Z początku wydana własnym nakładem jako K88 Records (kaseta), potem w 1995 roku przez Thor Records. W 1993 roku utwory z płyty zostały wydane w postaci dwóch EP: Jeden front i AFP.
W 2012 roku nakładem Patriot RCD ukazała się reedycja albumu.

## Lista utworów
Opracowano na podstawie materiału źródłowego.
1. "Krew naszej rasy"
2. "Nadejdzie dzień"
3. "Wróg nr 1"
4. "Jeden front"
5. "Samotny jeździec"
6. "A.F.P."
7. "Mafia"
8. "Ojczysta ziemia"
9. "Czy pamiętasz?"